# System (Cobra 1)
System – program dla komputera Cobra 1 uruchamiany poleceniem SYSTEM języka BASIC-Cobra, przeznaczony do realizacji podstawowych operacji na plikach i programach. System umożliwia wpisywanie programów, zbiorów danych oraz uruchamianie programów zapisanych w języku maszynowym. Jako nośnik zbiorów danych lub programów w systemie używano taśmy magnetofonowej (jako pamięci masowej dla tego mikrokomputera) odczytywanej w magnetofonie.
Uruchomienie programu SYSTEM następowało po wprowadzeniu podczas pracy w powłoce interpretera języka BASIC polecenia SYSTEM potwierdzonym wciśnięciem klawisza CR . Gotowość systemu do przyjmowania zleceń sygnalizował znak zachęty w postaci pary znaków „*?”.  Praca z komputerem w tym trybie określana jest również mianem trybu systemowego. 
Polecenia systemu obejmowały następujące operacje:
- "nazwa_pliku"<CR>: wczytanie programu lub zbioru danych (znak cudzysłowu zostaje pominięty),
- /<CR> : wykonanie programu począwszy od adresu zawartego w części organizacyjnej programu,
- /adres_dziesiętny<CR> : wykonanie programu począwszy od podanego adresu,

Adres startu polecenia SYSTEM zapisany był pod adresem pamięci 02A9, a SYSTEM pod adresem 02B2, a wywołanie instrukcji SYSTEM interpretera pod adresem 41E2.
Rozwiązania przyjęte w zakresie języka BASIC, programu monitora oraz polecenia SYSTEM dla komputera Cobra 1 były wzorowane na rozwiązaniach stosowanych w komputerach TRS-80L2 i Meritum . 